# Shades of Blue (serie televisiva)
Shades of Blue è una serie televisiva statunitense andata in onda dal 7 gennaio 2016 al 19 agosto 2018 sulla NBC.
Si tratta di un poliziesco procedurale (police procedural) con protagonista Jennifer Lopez nei panni di una corrotta investigatrice della polizia di New York costretta a collaborare con una squadra anticorruzione dell'FBI; la serie ha ricevuto 5 candidature per diversi premi e ha valso un People's Choice Award come miglior attrice a Jennifer Lopez.

## Trama
Harlee Santos è una detective del New York City Police Department impiegata nel borgo (borough) di Brooklyn. Lei e la sua squadra, guidata dal tenente Wozniak, sono abituate a piegare le regole e fare ricorso a sotterfugi, non disdegnando di commettere veri e propri crimini, omicidi compresi, per il proprio tornaconto. Quando Harlee viene colta in flagrante a infrangere la legge, è costretta dall'agente dell'FBI Robert Stahl a cooperare con la sua squadra speciale (task force) anticorruzione e tradire la fiducia dei colleghi.

## Episodi
| Stagione         | Episodi | Prima TV USA | Prima TV Italia |
| ---------------- | ------- | ------------ | --------------- |
| Prima stagione   | 13      | 2016         | 2016            |
| Seconda stagione | 13      | 2017         | 2017-2018       |
| Terza stagione   | 10      | 2018         | 2018-2019       |

## Personaggi e interpreti

### Personaggi principali
- Harlee Santos, interpretata da Jennifer Lopez, doppiata da Francesca Fiorentini.
Brillante investigatrice del NYPD e madre single di una figlia.
- Matt Wozniak, interpretato da Ray Liotta, doppiato da Massimo Rossi.
È il tenente a capo della squadra di Harlee.
- Tess Nazario, interpretata da Drea de Matteo, doppiata da Paola Majano.
Agente del NYPD e madre di tre figli.
- Robert Stahl, interpretato da Warren Kole, doppiato da Marco Vivio.
È l'agente speciale dell'FBI che guida le indagini anticorruzione contro la squadra di Harlee.
- Michael Loman, interpretato da Dayo Okeniyi, doppiato da Gianfranco Miranda.
Nuovo giovane collega di Harlee Santos.
- Patrick Tufo, interpretato da Hampton Fluker, doppiato da Paolo Vivio.
Altro membro dell'unità di Harlee.
- Carlos Espada, interpretato da Vincent Laresca, doppiato da Riccardo Scarafoni.
Detective considerato la bussola morale della squadra.
- Cristina Santos, interpretata da Sarah Jeffery, doppiata da Sara Labidi.
Figlia di Harlee.
- James Nava, interpretato da Gino Anthony Pesi, doppiato da Guido Di Naccio.
Procuratore distrettuale.

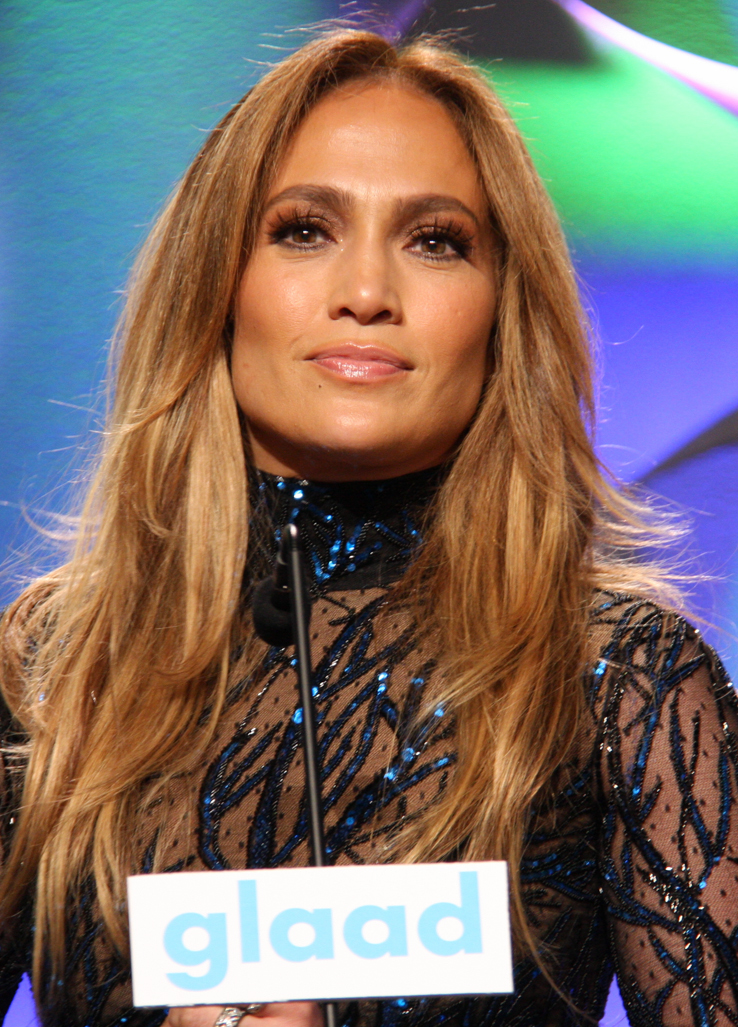
Jennifer Lopez
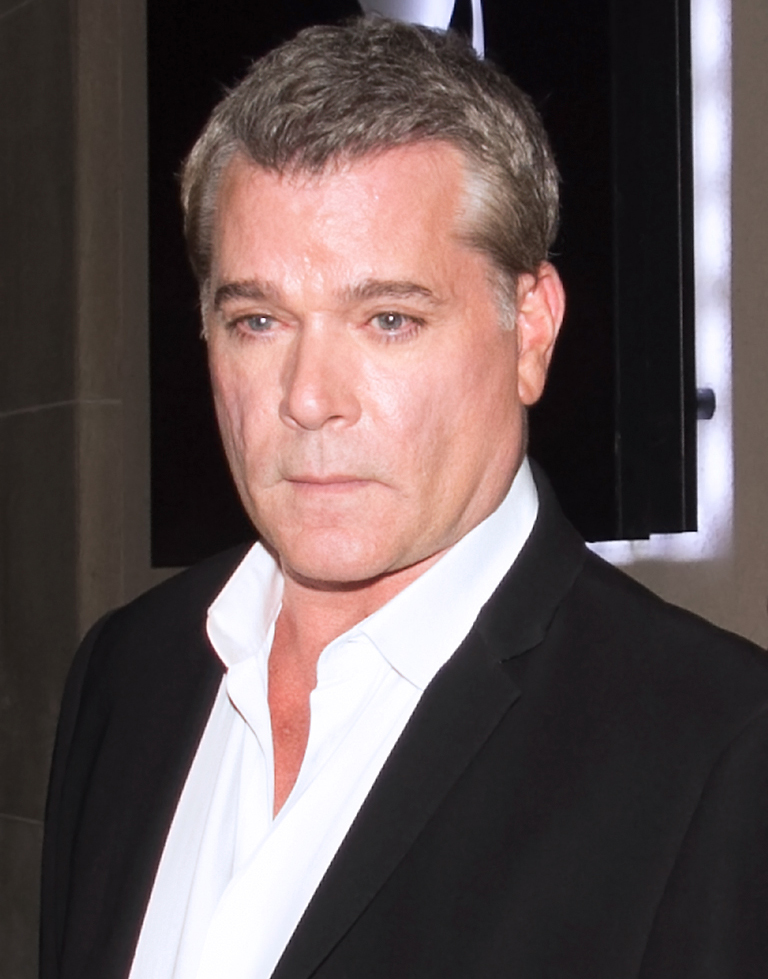
Ray Liotta
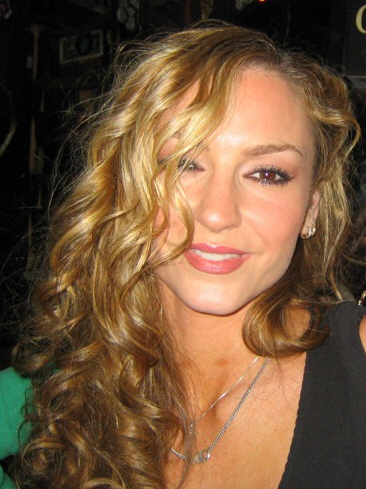
Drea de Matteo
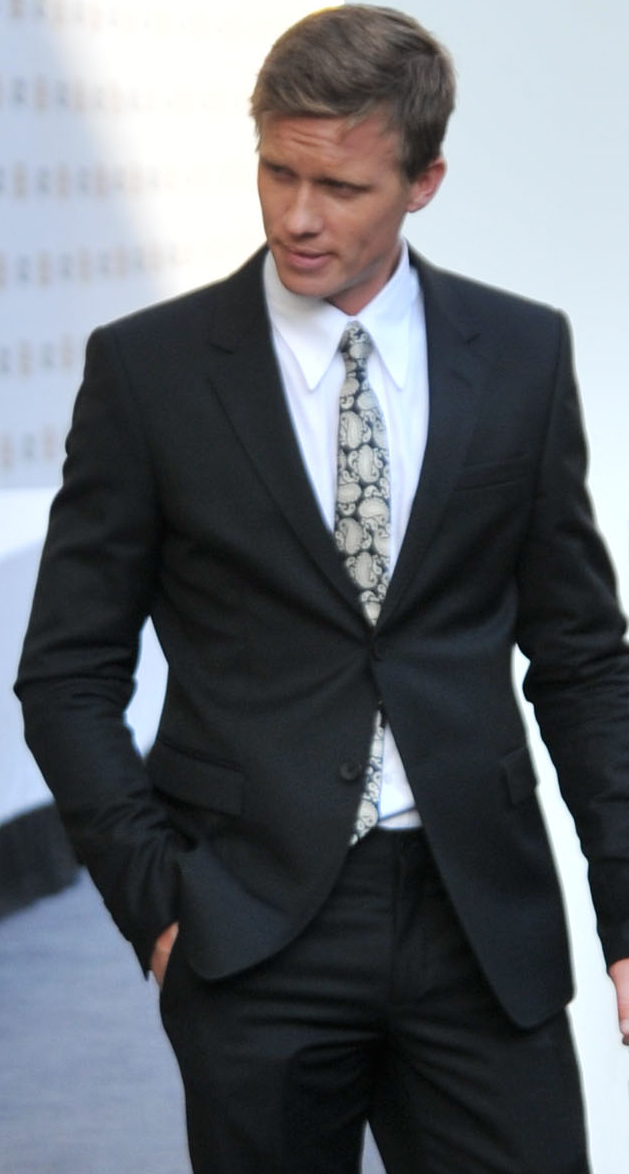
Warren Kole

### Personaggi secondari
- David Saperstein, interpretato da Santino Fontana, doppiato da Francesco Venditti.
Poliziotto del NYPD. Sospettato erroneamente di essere l'informatore dell'FBI, viene spinto nel vuoto da Wozniak. David sopravvive alla caduta, ma Wozniak pone definitivamente fine alla sua vita in ospedale, iniettandogli una sostanza letale nella flebo; la sua morte getterà nello sconforto Harlee, che deciderà definitivamente di provare a incastrare Wozniak.
- Donnie Pomp, interpretato da Michael Esper, doppiato da Francesco Bulckaen.
Tenente dell'ufficio per gli affari interni, oltre a essere complice di Wozniak nei suoi affari sporchi è pure il suo amante; viene ucciso per autodifesa da Loman.
- Linda Wozniak, interpretata da Lolita Davidovich (stagione 1) e Margaret Colin (stagione 2).
Moglie di Matt.
- Nathan "Nate" Wozniak, interpretato da Cameron Scoggins (stagione 2 - 3), primogenito di Matt e Linda, è un giornalista del New York Ledger, apertamente gay, spesso in contrasto con suo padre.
- Molly Chen, interpretata da Annie Chang.
Collega di Stahl.
- Gail Baker, interpretata da Leslie Silva
- Joe Nazario, interpretato da Mark Deklin.
Marito di Tess.
- Erica, interpretata da Erica Ash.
Fidanzata di Loman.
- Madre di David, interpretata da Kathryn Kates
- Miguel Zepeda, interpretato da Antonio Jaramillo.
Ex-fidanzato di Harlee e padre di Cristina, arriva quasi a uccidere entrambe; mentre tenta di stuprare nuovamente la donna, questa gli prende il collo e glielo rompe, uccidendolo.
- Julia Ayres, interpretata da Anna Gunn.
Ex agente, promossa Capitano, ed ex amante di Wozniak, si candida alla carica di sindaco e si allea con dei criminali per ottenerla. Si suicida quando i suoi affari sporchi vengono scoperti, poco dopo essere stata eletta sindaco.

## Produzione
Shades of Blue è stata annunciata per la prima volta nel mese di febbraio 2014, quando la NBC ha approvato il relativo progetto presentato dalla Ryan Seacrest Productions, ordinando direttamente la produzione di una prima stagione da tredici episodi; la casa di produzione di Ryan Seacrest aveva in precedenza acquistato una sceneggiatura speculativa (spec script) redatta dall'ideatore e coproduttore esecutivo Adi Hasak incentrata su un'investigatrice che, dopo essere stata complice nelle attività illegali condotte da colleghi corrotti, si ritrova costretta a lavorare sotto copertura contro di essi, trovandosi di fronte a un dilemma morale: fino a che punto tradire i propri compagni, con i quali ha sviluppato un legame fraterno che travalica la vita professionale, per riscattare sé stessa? La stessa sceneggiatura è stata offerta in un primo momento all'emittente ABC, che non si è dimostrata interessata; con l'entrata in gioco della Ryan Seacrest Productions, Jennifer Lopez, che aveva già collaborato con Seacrest al reality American Idol, ha preso parte al progetto come protagonista e coproduttrice della serie. Oltre a Adi Hasak, Ryan Seacrest, e Jennifer Lopez, figurano tra i produttori esecutivi anche Benny Medina, Jack Orman, Elaine Goldsmith-Thomas, Nina Wass e Barry Levinson, il quale ha anche diretto l'episodio pilota.
Nel mese di febbraio 2015 a Jennifer Lopez, interprete della protagonista Harlee Santos, si sono aggiunti nel gruppo di interpreti Ray Liotta, nel ruolo del tenente Wozniak; Warren Kole, nelle vesti dell'agente FBI Robert Stahl; Drea de Matteo e Vincent Laresca, nelle vesti di colleghi della protagonista; nei mesi seguenti vengono ingaggiati anche l'esordiente Hampton Fluker, Dayo Okeniyi e Sarah Jeffery, interprete della figlia della protagonista, mentre tra i personaggi ricorrenti viene annunciata la presenza di Gino Anthony Pesi, Santino Fontana, Michael Esper e Antonio Jaramillo.
Le riprese sono incominciate a New York nel mese di giugno 2015.
Il 5 febbraio 2016, NBC ha prolungato la serie per una seconda stagione, che è composta, come la prima, di 13 episodi.
Il 17 marzo 2017 la serie viene rinnovata per una terza, poi ultima, stagione di 10 episodi.
Il 4 aprile 2018, NBC annuncia che la terza stagione sarà l'ultima. Il network NBC ha ufficialmente cancellato la serie.

## Distribuzione
L'8 novembre 2015 è stato distribuito il primo promo (trailer) della serie, la quale negli Stati Uniti viene trasmessa dalla NBC dal 7 gennaio 2016.
In Italia, la serie viene trasmessa da Premium Crime, canale televisivo a pagamento di Mediaset Premium, a partire dal 22 settembre 2016.
In chiaro la prima stagione viene trasmessa su Canale 5 nell'estate del 2017, mentre la seconda e la terza vengono trasmesse tra il 2018 e il 2022 su Top Crime.